# Atelopus flavescens
Atelopus flavescens és una espècie d'amfibi que viu a la Guaiana Francesa.
Està amenaçada d'extinció per la pèrdua del seu hàbitat natural.